# 飯山満駅

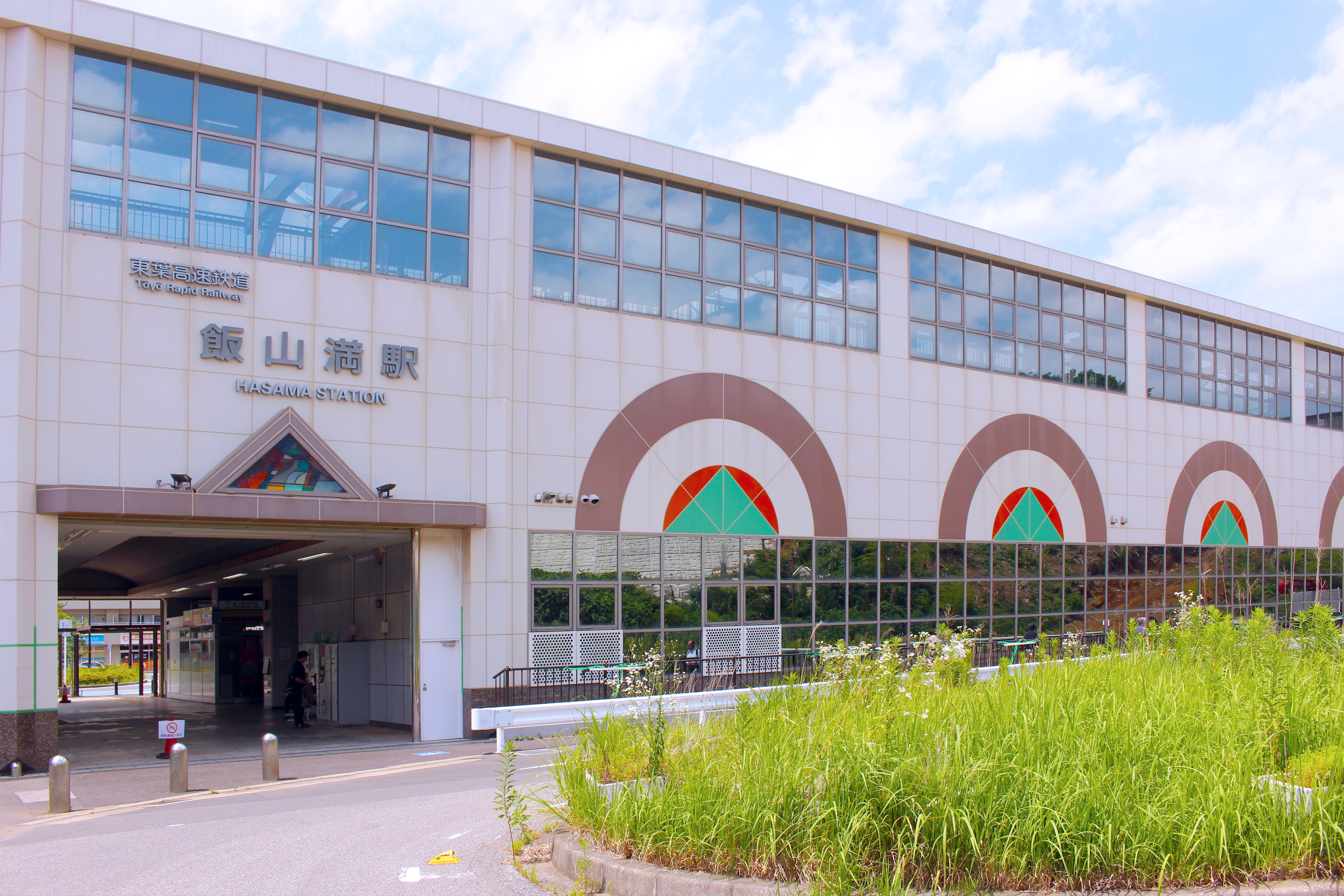
南口（2024年6月）

飯山満駅（はさまえき）は、千葉県船橋市飯山満町二丁目にある、東葉高速鉄道東葉高速線の駅である。駅番号はTR03。

## 歴史
千葉県の難読駅名の一つとなっている。
- 1995年（平成7年）8月17日：駅名が決定[2]。
- 1996年（平成8年）4月27日：開業[1]。
- 2008年（平成20年）
  - 1月15日：ホーム待合室設置工事開始。
  - 3月下旬：ホーム待合室供用開始。
  - 10月下旬：PASMO専用改札導入。
- 2010年（平成22年）5月10日：ホームと改札口とを結ぶエレベーターの設置工事開始。

## 駅構造
相対式ホーム2面2線を持つ高架駅。中央に北習志野方面にのみ繋がる留置線1線があるが、使用頻度は極めて少ない。道床は4線分敷設されており、将来的には当線の直通先である東京メトロ東西線の原木中山駅や葛西駅と同様の新幹線型配線を想定した構造になっている。ただし、現在は東葉高速線内における優等運転は存在しない。
2008年（平成20年）3月17日に八千代緑が丘駅、八千代中央駅に次いで3番目にホーム待合室が設置された。上部は薄群青色、下部は青色。その後同年中にPASMO専用改札機が導入され、全ての改札通路がPASMO対応となった。

### のりば
| 番線 | 路線       | 方向 | 行先                     |
| ---- | ---------- | ---- | ------------------------ |
| 1    | 東葉高速線 | 下り | 北習志野・東葉勝田台方面 |
| 2    | 東葉高速線 | 上り | 東海神・西船橋・中野方面 |

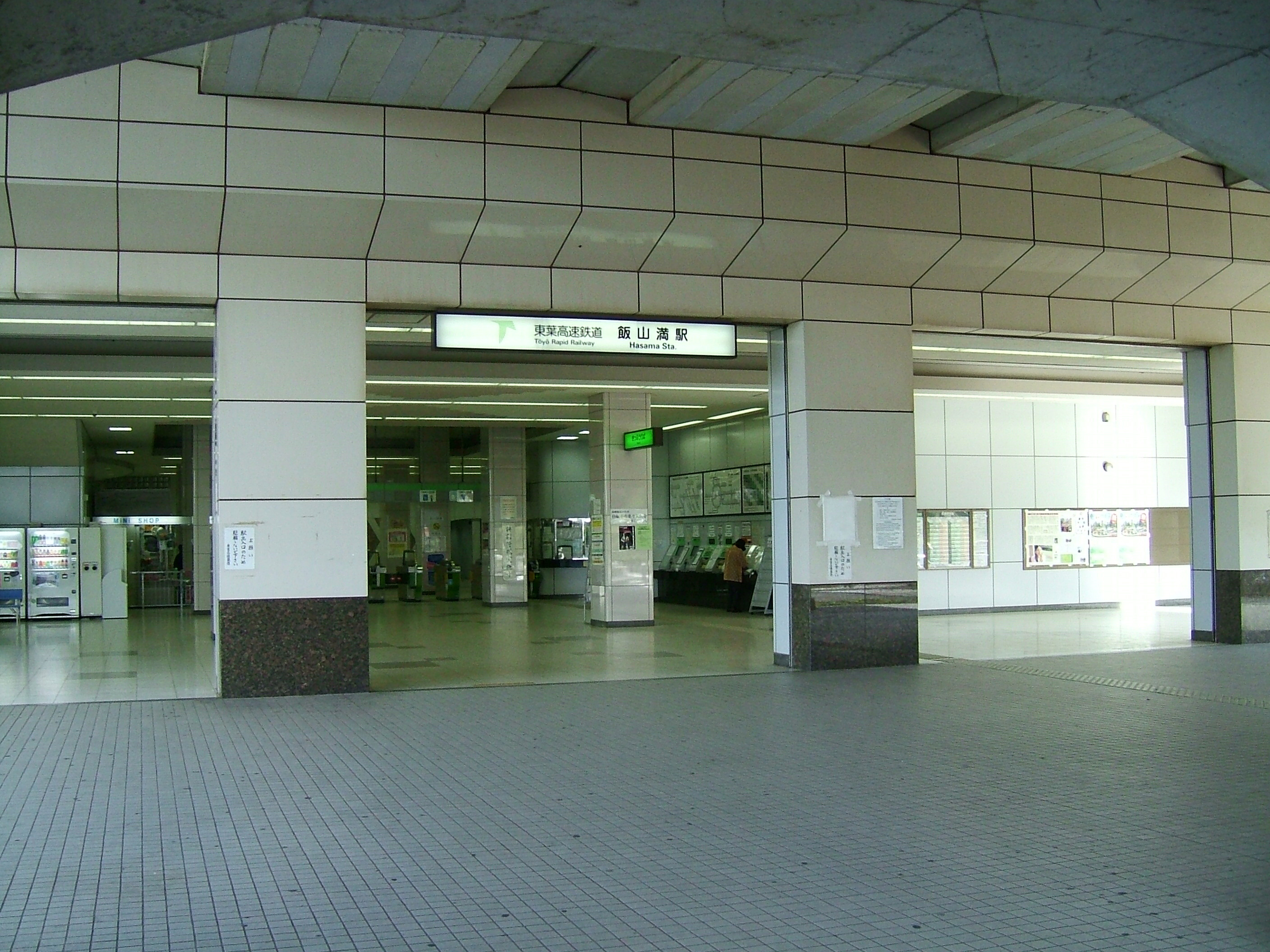
駅出入口（2007年10月）
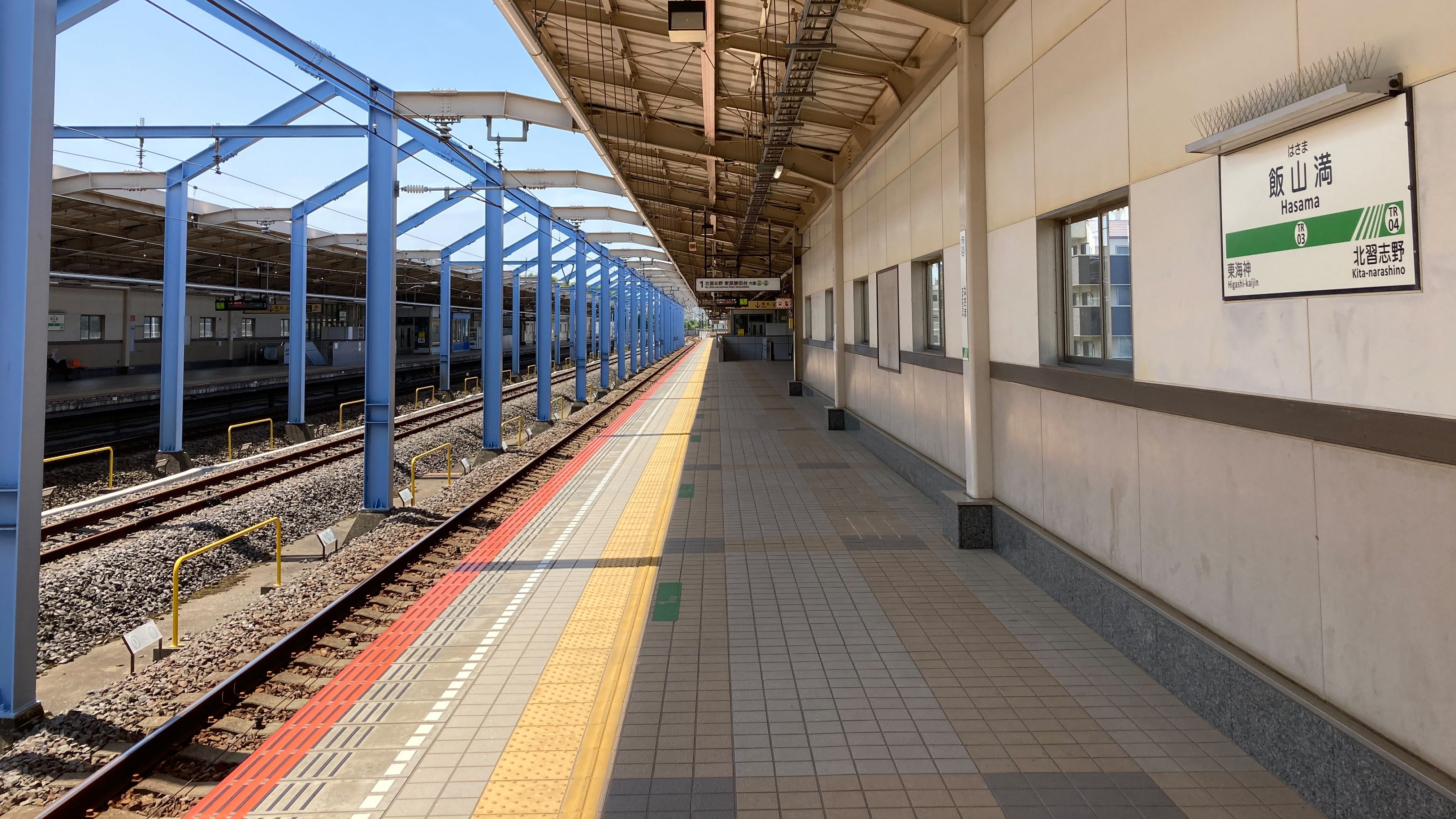
1番線ホーム（2021年4月）
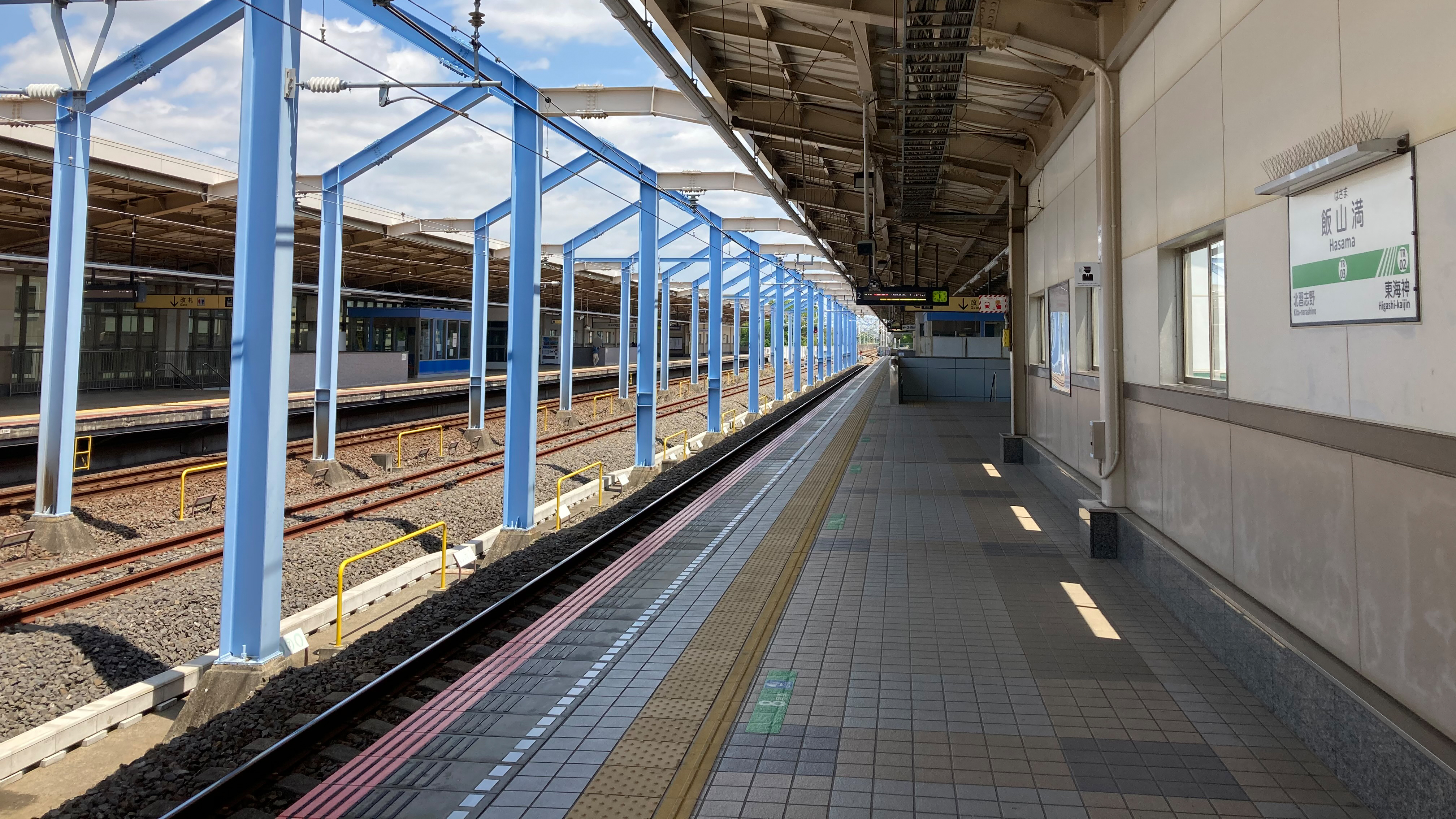
2番線ホーム（2021年4月）

## 利用状況
2019年度の一日の平均乗車人員は10,070人である。

## 駅周辺
当駅周辺では1992年（平成4年）1月13日から船橋市を施行者として飯山満地区土地区画整理事業が行われている。地権者の反対などで開発が滞り事業が長期化したことから、早期完結を目指すべく現在計画の見直しが進められている。特に駅南側区域は隣接する（仮称）飯山満西部地区の事業化の見通しが立たないことから、一体的な計画を取りやめ単独での事業完結を目指すとしている。
駅北側区域は2007年（平成19年）に入って土地の収用が進み、開発が動き出した。同年10月5日に駅と芝山団地を結ぶ駅前道路（都市計画道路3・4・27号前原東飯山満町線の一部）が開通し、10月14日に船橋新京成バス芝山線が当駅まで延伸した。その後駅前ロータリーの整備が行われ、2013年（平成25年）春頃より供用開始している。やがて南側でも開発が始まり、2021年（令和3年）4月時点で引き続き道路・宅地・調整池などの整備が行われている。

### 北口
- 船橋市役所芝山出張所
- 船橋市立新高根公民館
- 船橋市消防局芝山消防署（東消防署 芝山分署から昇格）
- 千葉県立船橋東高等学校
- 千葉県立船橋芝山高等学校
- 船橋市立芝山中学校
- 船橋市立芝山東小学校
- 船橋市立芝山西小学校
- 船橋市立高根東小学校
- 船橋芝山郵便局
- マミーマート 飯山満駅前店
  - マツモトキヨシ 飯山満駅前店
  - しまむら 飯山満店
- マツモトキヨシ 船橋芝山店
- くすりの福太郎 芝山店
- ウエルシア薬局 船橋新高根店
- 生活協同組合コープみらい ミニコープ芝山店
- ビバホーム 船橋店
- 芝山団地第3調整池
- 芝山商店街

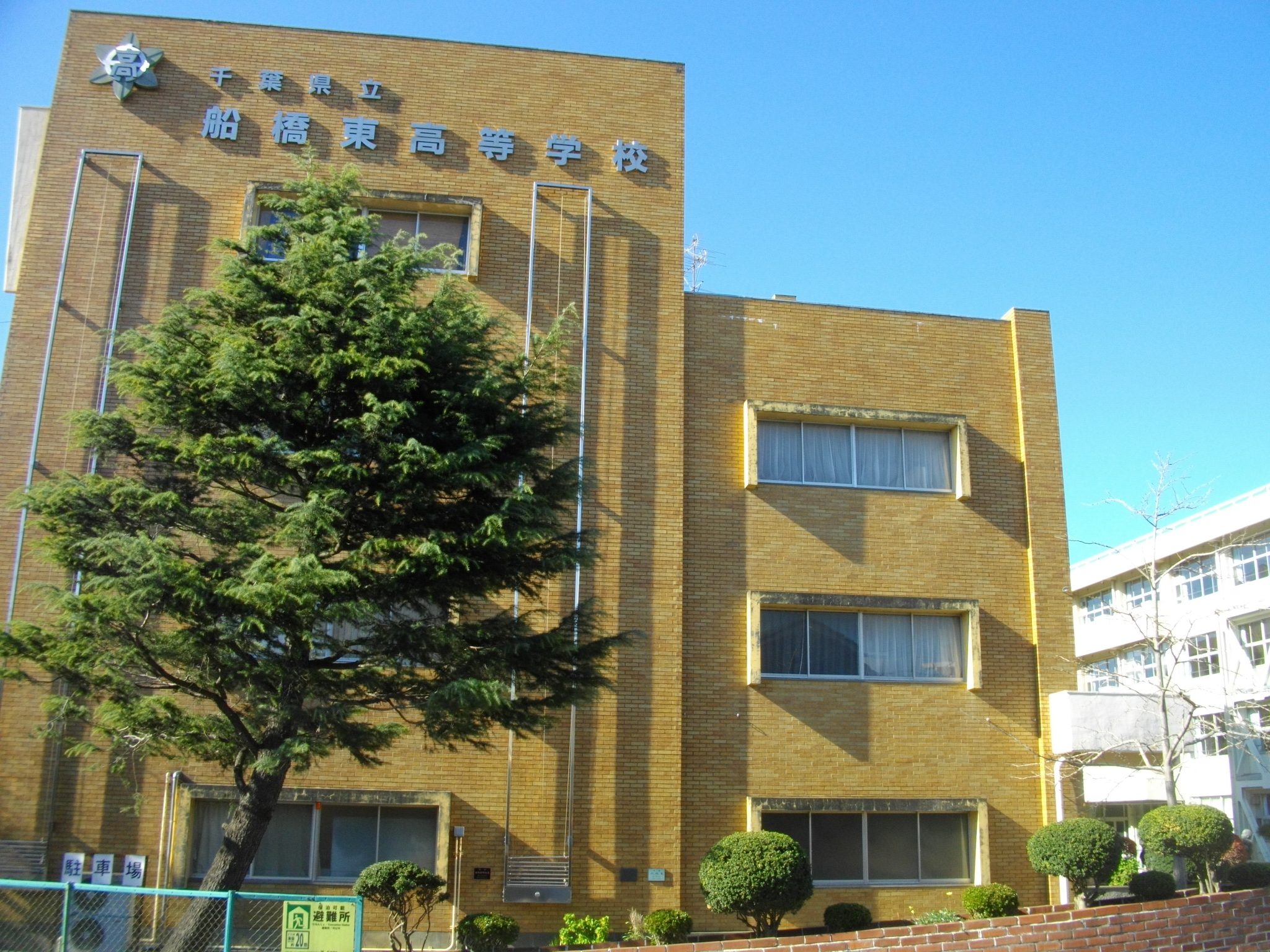
千葉県立船橋東高等学校
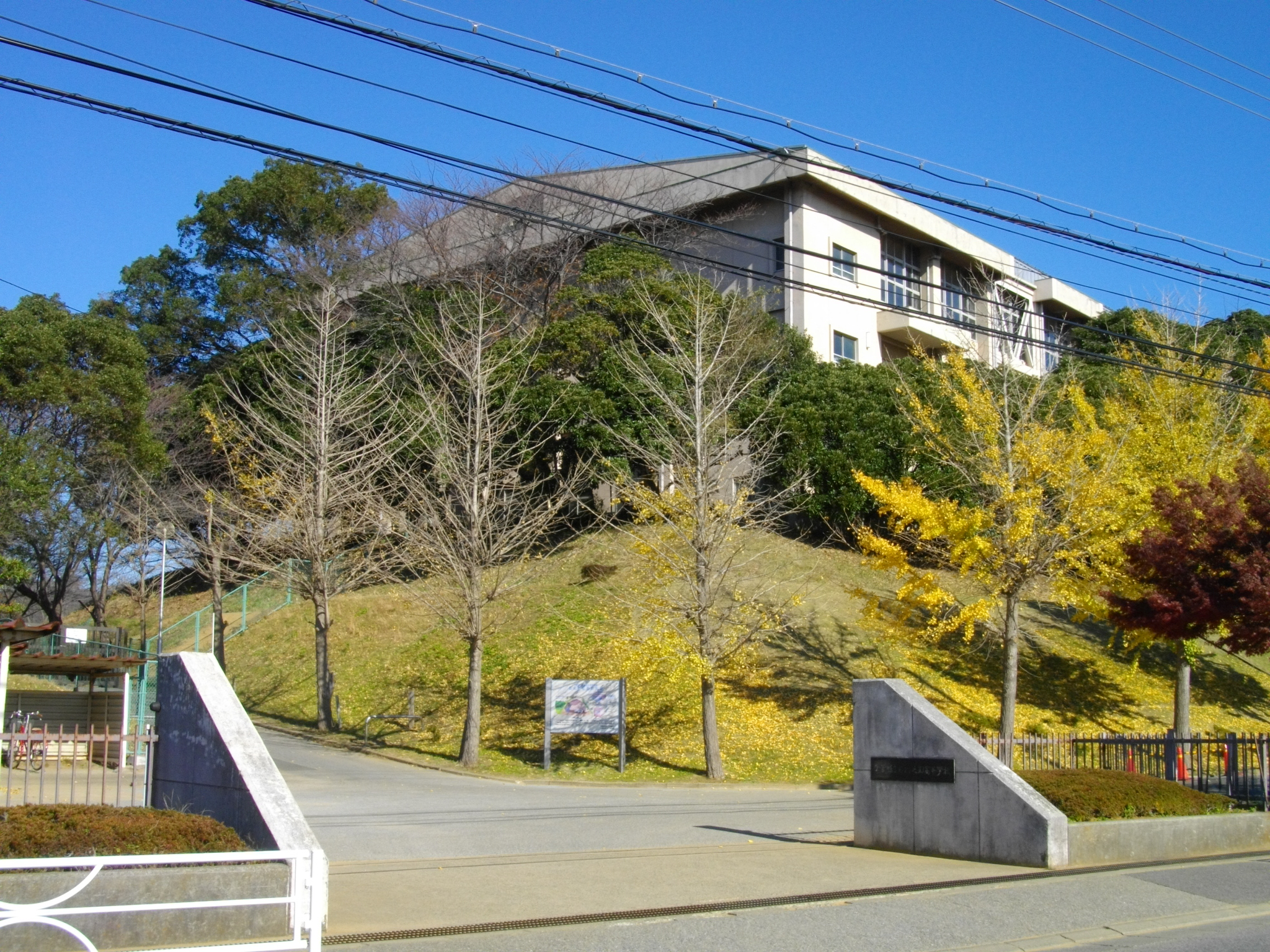
千葉県立船橋芝山高等学校

### 南口
- 船橋市立飯山満公民館

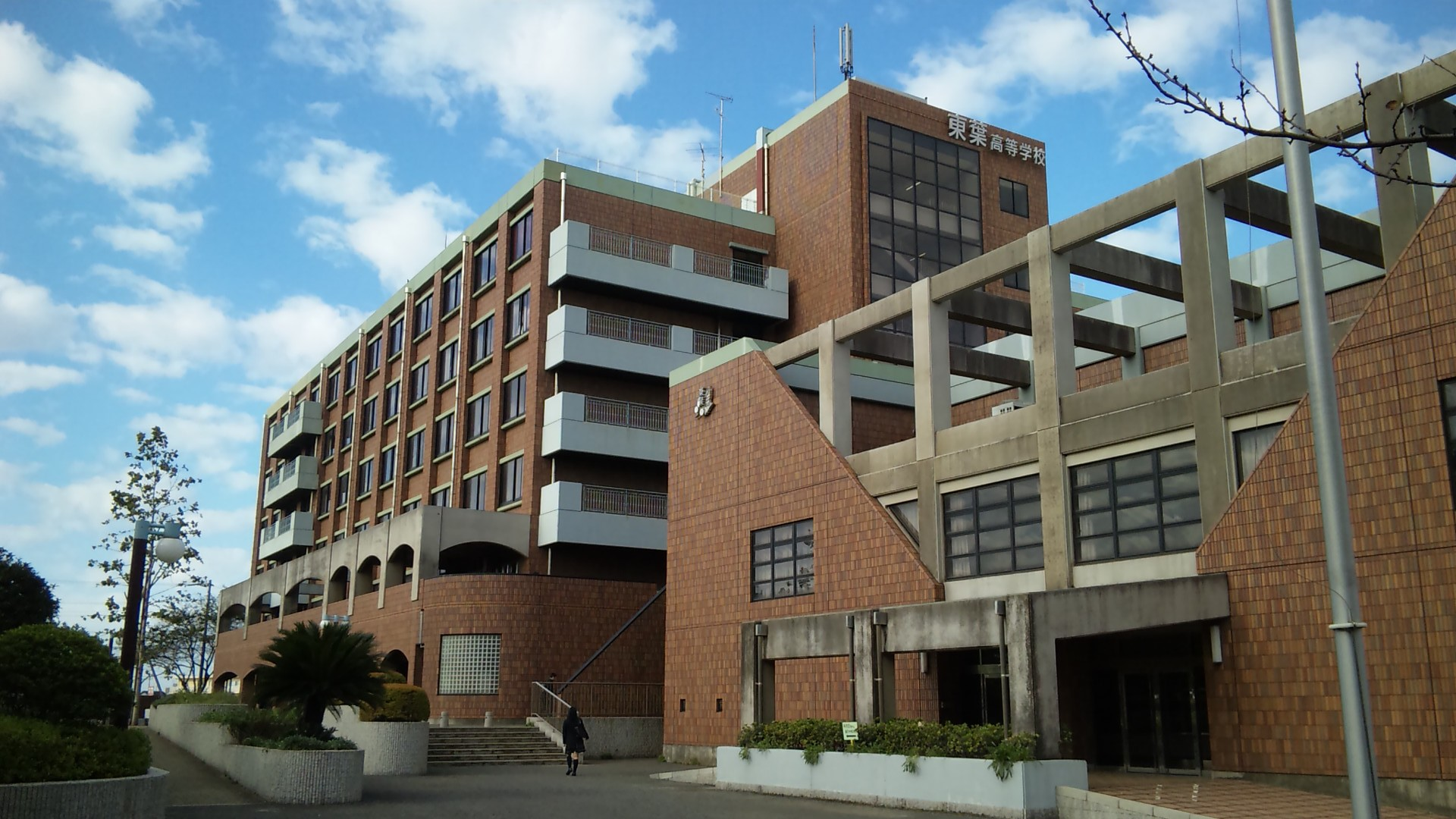
東葉高等学校
- 船橋市立飯山満中学校
- 船橋市立飯山満小学校
- 船橋市立飯山満南小学校
- 下総病院
- 医療法人同和会千葉病院
- 船橋二宮郵便局
- ワイズマートディスカ 飯山満店
- NTT東日本船橋グラウンド
- 飯山満緑地公園
- 飯山満公園

- 東葉高等学校

## バス路線
2007年（平成19年）10月14日に駅前広場に設置された飯山満駅停留所がある。それまでは芝山団地停留所や、芝山中学校停留所が最寄だった。
- 東葉高速線開業時には新高根線（飯01・飯山満駅 - 高根公団駅、現在廃止）を新設したが、駅前道路は未開通のため飯山満駅停留所は芝山操車場に併設されていた。

| 乗場     | 系統  | 主要経由地       | 行先       | 運行事業者              | 所管   | 備考               |
| -------- | ----- | ---------------- | ---------- | ----------------------- | ------ | ------------------ |
| 駅前広場 | 船28A | 雄鹿野・東船橋駅 | 船橋駅北口 | ■京成バス千葉セントラル | 習志野 | 平日の日中のみ運行 |
|          | 東01  | 雄鹿野           | 東船橋駅   | ■京成バス千葉セントラル | 習志野 |                    |

## 備考

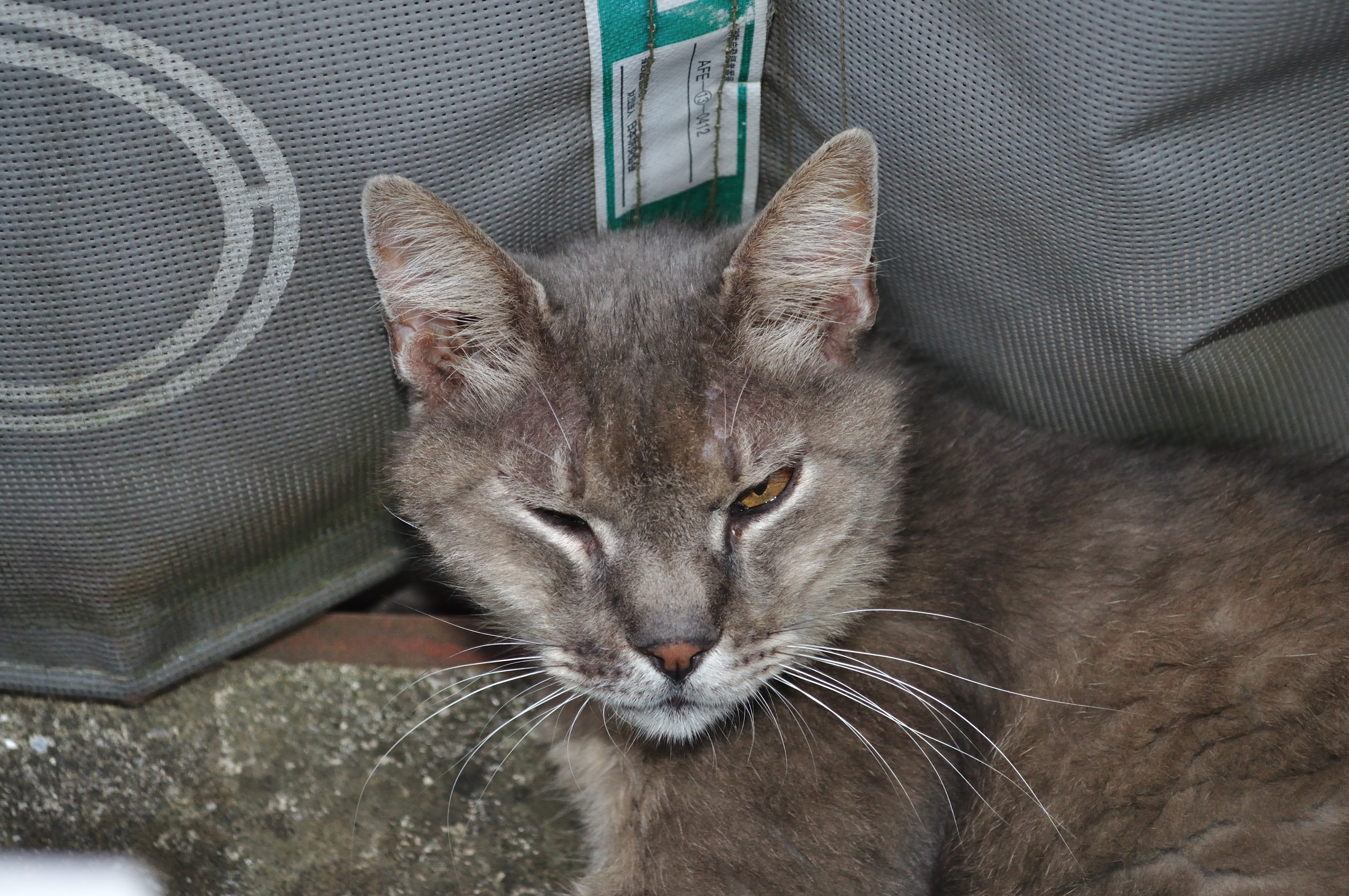
改札猫みーすけ（2010年8月）

- 駅開業の1996年（平成8年）4月から2010年（平成22年）まで、早朝と夕方に改札付近に顔を出す野良猫のみーすけがおり、駅員や利用客に可愛がられていた。2008年（平成20年）5月17日にはフジテレビの情報番組『めざましどようび』の「どようびのにゃんこ」コーナーで紹介されたほか、同年7月13日の毎日新聞社会面、同年10月31日放送分のテレビ東京『ペット大集合!ポチたま』などでも紹介された。
- かつては、未開地かつ山奥でありながら米が取れる土地だったことで、「飯が山に満る」が地名の由来となっているという説がある[10]。なお、この駅と同じ文字の「飯山満」という停留所が船橋新京成バス習志野営業所の路線に存在し、こちらの読みは「はざま」である。

## 隣の駅
東葉高速鉄道
 東葉高速線（東葉高速線内は全列車各駅に停車）
東海神駅 (TR02) - 飯山満駅 (TR03) - 北習志野駅 (TR04)